# Wohn- und Wirtschaftsgebäude Meyenburger Damm 20
Das Wohn- und Wirtschaftsgebäude Meyenburger Damm 20 in der niedersächsischen Gemeinde Schwanewede, Ortsteil Meyenburg, stammt vom Ende des 19. Jahrhunderts. Aktuell (2025) wird es zum Wohnen genutzt.
Das Gebäude steht wie der Ortskern unter Denkmalschutz (siehe auch Liste der Baudenkmale in Schwanewede).

## Geschichte und Beschreibung
In einer Urkunde von 1309 werden die Rechte an eine von der Bürgerschaft der Stadt Bremen gemeinsam mit den Grafen von Stotel, Delmenhorst und Oldenburg und einigen Adelsfamilien der Region erbauten Burg festgelegt. Der älteste Siedlungsbereich zwischen der Burg und dem Geestrand besteht aus dem Meyenburger Damm mit ortstypischem Querschnitt und Kopfsteinpflaster sowie seitlicher Begrenzung durch die Laubbäume der Höfe sowie Hecken und wenige Einfriedungen sowie den giebelständig stehenden großen Wohn- und Wirtschaftsgebäuden und Hofanlagen, zumeist in Backstein (Nr. 1, 3, 4, 7, 8, 14 bis 16, 20, 27) sowie Kirche St. Luciae, Pfarrhaus, Friedhof, Schule und Gasthaus.
Das eingeschossige giebelständige Wohn- und Wirtschaftsgebäude in Backstein mit ziegelgedecktem Krüppelwalmdach, Uhlenloch und Grooter Door mit Segmentbogen, stammt wohl von um 1890. Es wurde zu einem Wohnhaus umgebaut und dabei evtl. verlängert mit einem stark veränderten Wohngiebel. Hinter dem Gebäude steht ein nicht denkmalgeschütztes Wirtschaftsgebäude.
Das Landesdenkmalamt befand u. a.: „… Teil des Ortskerns von Meyenburg …“